# Claire Vandevivere
Claire Vandevivere (Brussel, 30 december 1970) is een Belgische politica voor de Lijst van de Burgemeester van Jette (LBJette), nu bekend als ‘Les Engagés’ sinds 2022. Sinds februari 2022 is ze burgemeester van de Brusselse gemeente Jette. Zij volgde haar partijgenoot Hervé Doyen op, die sinds 2000 burgemeester was van de gemeente. Daarnaast is Claire Vandevivere romanschrijfster en heeft ze al meerdere boeken uitgebracht.

## Biografie
Vandevivere studeerde Internationale Betrekkingen en Rechten aan de UCLouvain, waar ze haar diploma met grote onderscheiding behaalde. Tijdens haar studiejaren specialiseerde ze zich in Publieke en Internationale Betrekkingen, met een focus op Europa. Door haar vele reizen naar het buitenland, waaronder Engeland en Nederland, heeft ze waardevolle kennis opgedaan voor haar politieke carrière.

## Publicaties
Vandevivere is een Franstalige schrijfster en heeft twee boeken gepubliceerd waaronder ‘Trois Week-ends en famille’ (2017) et ‘Une Alchimie Inattendue’ (2021).

## Professionele politieke carrière
In 1994 liep ze stage bij het secretariaat van het Europees Parlement in het kader van de Robert Schuman-beurs. Vervolgens was ze assistente bij de Trans European Policy Studies Association van 1995 tot 1996, en het jaar daarop was ze onderzoeksassistente aan het Instituut voor Europese Studies (UCL). 
Haar echte politieke carrière begon in 1998, toen ze academisch assistente werd bij het Belgisch Federaal Parlement voor de Kamer van Volksvertegenwoordigers.
De stap naar Europa zette ze in 1999, toen ze assistente was bij het Europees Parlement, een functie die ze tot 2004 bekleedde. Vervolgens werkte ze in datzelfde jaar voor het Brussels Parlement, een positie die ze tot 2007 vervulde. Daarna werd ze ambtenaar van de burgerlijke stand en schepen van bevolking, gezin, kinderopvang, milieu, netheid, gelijke kansen en integratie in Jette van 2006 tot 2012.  
Van 2013 tot 2018 was ze schepen van bevolking, leefmilieu, sociale zaken, gelijke kansen en integratie, personen met een handicap en kwaliteit van de dienstverlening aan de burger. Van 2019 tot 2022 was ze ambtenaar van de burgerlijke stand en schepen van bevolking, duurzame ontwikkeling, lucht-klimaatplan, leefmilieu, eerlijke handel, gelijke kansen, personen met een handicap, integratie en dierenwelzijn.

## Privéleven
Claire Vandevivere is gehuwd en heeft twee kinderen. Haar man is professor wiskunde en stripscenarist. Onder het pseudoniem ‘Alcante’ heeft hij al een aantal strips gepubliceerd waaronder ‘Jason Brice’ en ‘Pandora Box’.